# Club Deportivo Maestranza Central

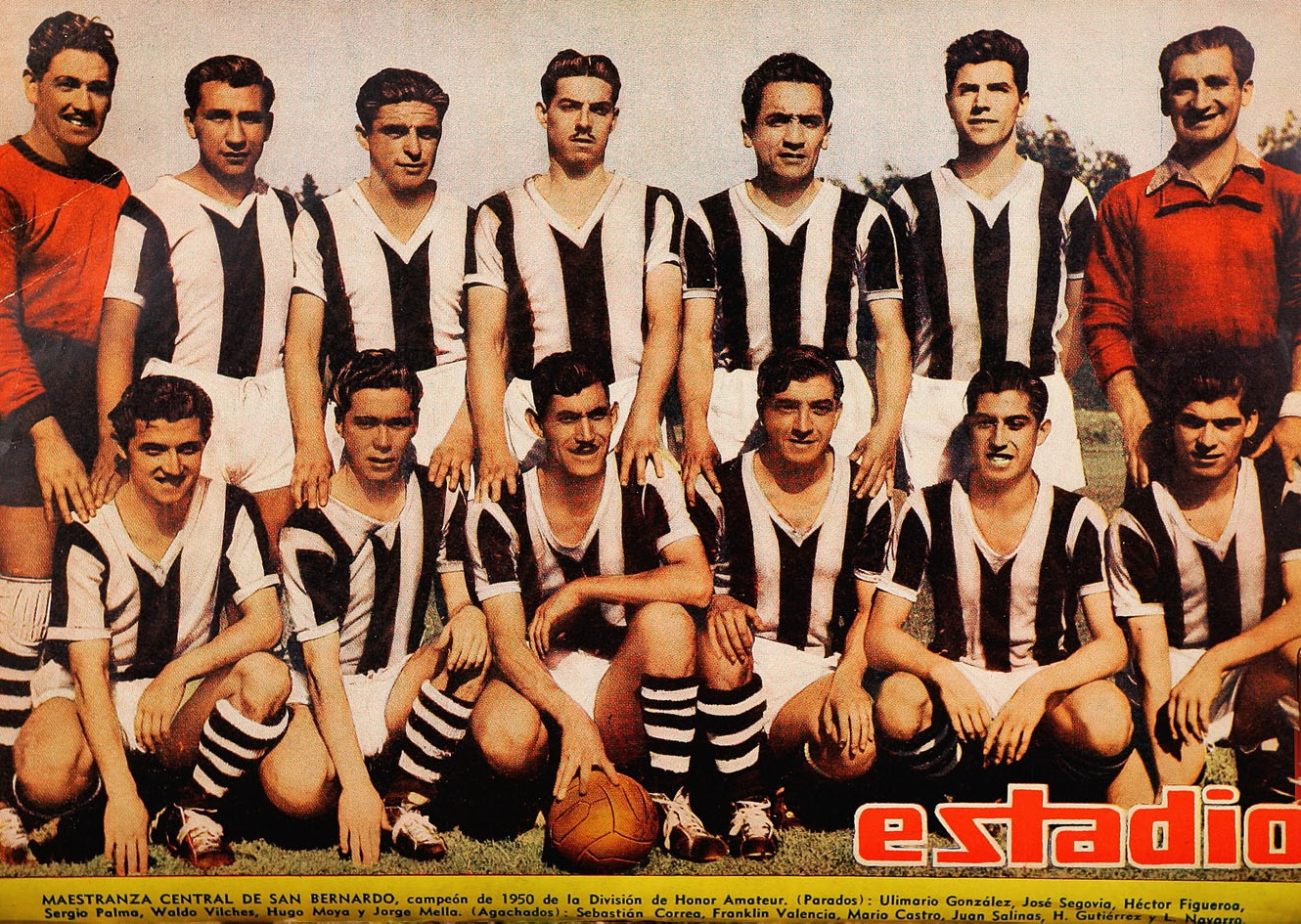
Maestranza Central campeón de la División de Honor Amateur en 1950.

El Club Deportivo Maestranza Central fue un club de fútbol de Chile, con sede en San Bernardo. Fue fundado el 16 de julio de 1923 y jugaba en la Segunda División de Chile hasta su desaparición en 1956, al fusionarse con San Bernardo F. C. y fundar a San Bernardo Central.
El club estaba asociado a la Maestranza San Bernardo de la Empresa de los Ferrocarriles del Estado.

## Historia
El Club Deportivo Maestranza Central fue fundado en San Bernardo el 16 de julio de 1923 como institución representativa de la Maestranza San Bernardo de la Empresa de los Ferrocarriles del Estado. En 1925, todas las actividades deportivas de San Bernardo estaban controladas por el club, que constaba de cuatro secciones o ramas deportivas: boxeo, fútbol, ciclismo y atletismo.
Para los encuentros de boxeo, Maestranza Central contaba con el Teatro Ferroviario de San Bernardo, mientras que para los encuentros de fútbol, el club jugaba de local en el Estadio Maestranza.
El club fue uno de los ocho fundadores de la Segunda División de Chile en 1952. En total alcanzó a disputar tres torneos profesionales (no participó por motivos desconocidos en el de 1954). En el campeonato de 1955 logró la penúltima posición, en el que solo superó a Santiago National.
Maestranza Central desapareció en 1956, al fusionarse con San Bernardo F. C., para formar a San Bernardo Central.

## Uniforme
| 1950 |

## Estadio
Maestranza Central hacía de local en el estadio Maestranza (actual Estadio Vulco), el cual no tiene relación con el Estadio Municipal por ubicarse a varias cuadras del primero de éstos.

## Datos del club
- Temporadas en Segunda División: 3 (1952-1953, 1955).
- Mayor goleada conseguida:
  - En campeonatos nacionales: 7-0 a Santiago National, en 1953.[3]
- Mayor goleada recibida:
  - En campeonatos nacionales: 0-3 de Thomas Bata, en 1952.[4]
- Mejor puesto en Segunda División: 5° (1953).
- Peor puesto en Segunda División: 7º (1955).

## Palmarés

### Torneos locales
- Asociación de Fútbol de San Bernardo: 1939[5]

### Torneos nacionales
- División de Ascenso (1): 1943.
- División de Honor Amateur (1): 1950.
- Subcampeón de la Serie B Profesional (1): 1941.
- Subcampeón de la División de Honor Amateur (2): 1949, 1951.